# Mount Thundergut
Der Mount Thundergut (englisch, frei übersetzt Donnerschlundberg) ist ein felsiger Berggipfel im ostantarktischen Viktorialand. Er ragt 5 km nordöstlich des Saint Pauls Mountain in der Asgard Range auf.
Seinen deskriptiven Namen erhielt der Berg durch das New Zealand Antarctic Place-Names Committee. Aus östlicher Blickrichtung weist der Berg einen steilen und konkav gewölbten Felssturz auf, der an einen Schlund erinnert.